# Монбавен
Монбаве́н (фр. Montbavin) — коммуна во Франции, кантона Лан-1, Лан, департамент Эна, регион Пикардия.
Код INSEE коммуны — 02499.

## Население
Население коммуны на 2010 год составляло 41 человек.
| 1962 | 1968 | 1975 | 1982 | 1990 | 1999 | 2010 |
| ---- | ---- | ---- | ---- | ---- | ---- | ---- |
| 44   | 41   | 36   | 50   | 42   | 35   | 41   |

## Экономика
В 2010 году среди 25 человек трудоспособного возраста (15—64 лет) 20 были экономически активными, 5 — неактивными (показатель активности — 80,0 %, в 1999 году было 70,8 %). Из 20 активных жителей работали 18 человек (11 мужчин и 7 женщин), безработных было 2 (2 мужчин и 0 женщин). Среди 5 неактивных 2 человека были учениками или студентами, 0 — пенсионерами, 3 были неактивными по другим причинам.